# República d'Itàlia
|  | Aquesta article parla sobre l'estat existent entre 1802 i 1805 sota el domini de Napoleó Bonaparte. Per a l'estat existent actualment vegeu República Italiana. |

La República d'Itàlia (en italià: Repubblica Italiana) fou una república situada al nord de la península Itàlica que existí entre 1802 i 1805.
Aquest fou un estat satèl·lit, inicialment, de la Primera República Francesa i, posteriorment, del Primer Imperi Francès sota la presidència de Napoleó Bonaparte.

## Orígens
El 26 de gener de 1802 els diputats de la República Cisalpina decidiren modificar la constitució de la República per permetre que Napoleó Bonaparte es convertís en el primer president la República. Aquesta nova constitució va fer canviar el nom de la República però mantingué els territoris que havien integrat la República Cisalpina, principalment les zones de la Romanya i la Llombardia.

## Bandera
Amb el naixement de la República d'Itàlia es conservaren els colors de la bandera tricolor utilitzada durant la República Cisalpina, si bé la forma fou variada situant un quadrat verd inserit en un rombe blanc que al seu torn estava inserit en un quadrat vermell.
Aquesta composició es manté avui en dia en l'ensenya presidencial del President d'Itàlia.

## Fi
Amb l'assumpció per part de Napoleó Bonaparte del títol d'Emperador de França l'any 1805, la República d'Itàlia es transformà en el Regne d'Itàlia, esdevenint el mateix Napoleó rei d'Itàlia i el seu fill adoptat Eugeni de Beauharnais virrei del mateix estat.